# Dennis Cholowski
Dennis Cholowski (* 15. Februar 1998 in Langley, British Columbia) ist ein kanadischer Eishockeyspieler, der seit März 2025 bei den New Jersey Devils aus der National Hockey League (NHL) unter Vertrag steht und parallel für deren Farmteam, die Utica Comets, in der American Hockey League (AHL) auf der Position des Verteidigers spielt.

## Karriere
Dennis Cholowski wurde in Langley geboren und spielte dort in seiner Jugend unter anderem für die Langley Eagles. Zum Ende der Saison 2013/14 wechselte er zu den Chilliwack Chiefs in die British Columbia Hockey League (BCHL), die die zweithöchste Juniorenliga der Region nach der Western Hockey League (WHL) darstellt. Im Trikot der Chiefs steigerte der Abwehrspieler seine persönliche Statistik zur Spielzeit 2015/16 deutlich auf 40 Scorerpunkte aus 50 Spielen, sodass er im anschließenden NHL Entry Draft 2016 an 20. Position von den Detroit Red Wings ausgewählt wurde. In der Folge entschloss sich Cholowski zu einem Wechsel an die St. Cloud State University, mit deren Eishockeyteam, den Huskies, er in der Saison 2016/17 am Spielbetrieb der National Collegiate Athletic Association (NCAA) teilnahm. Darüber hinaus debütierte er am Ende des Spieljahres für das Farmteam der Red Wings, die Grand Rapids Griffins, in der American Hockey League (AHL) und somit im Profibereich. Kurz zuvor hatte ihn Detroit mit einem Einstiegsvertrag ausgestattet.
Nach einem Jahr am College kehrte der Kanadier jedoch bereits in seine Heimat zurück, indem er sich den Prince George Cougars aus der WHL anschloss. Dort verbrachte er knapp die Hälfte der Saison, bevor man ihn im Januar 2018 innerhalb der Liga zu den Portland Winterhawks transferierte. Bei den Winterhawks beendete er die Spielzeit und absolvierte anschließend eine weitere AHL-Partie für die Grand Rapids Griffins, bevor er sich im Rahmen der Vorbereitung auf die Saison 2018/19 einen Platz im Aufgebot der Detroit Red Wings erspielte. In der Folge debütierte Cholowski Anfang Oktober 2018 in der National Hockey League (NHL). In den folgenden Spielzeiten pendelte der Abwehrspieler zwischen dem NHL- und AHL-Kader, ehe er im NHL Expansion Draft 2021 von den Seattle Kraken ausgewählt wurde. Als diese ihn vor Saisonbeginn im Oktober 2021 über den Waiver in die AHL schicken wollten, übernahmen die Washington Capitals seinen Vertrag. Nachdem sie ihn bis Mitte Februar 2022 lediglich siebenmal in der NHL eingesetzt hatte, versuchten auch die Capitals den Verteidiger über den Waiver an ihr AHL-Farmteam abzugeben, scheiterten aber ebenso, da Cholowski von den Kraken zurück nach Seattle geholt wurde. Dort wurde sein auslaufender Vertrag nach der Saison 2021/22 nicht verlängert, sodass er im August 2022 einen Zweijahresvertrag bei den New York Islanders unterzeichnete.
Letztlich war Cholowski bis März 2025 in New York aktiv, als er im Tausch für Adam Beckman an die New Jersey Devils abgegeben wurde.

### International
Im internationalen Bereich nahm Cholowski an der World Junior A Challenge des Jahres 2015 teil und gewann dabei mit dem Team Canada West die Goldmedaille.

## Erfolge und Auszeichnungen
- 2015 Goldmedaille bei der World Junior A Challenge

## Karrierestatistik
Stand: Ende der Saison 2024/25

### International
Vertrat Kanada bei:
- World Junior A Challenge 2015

(Legende zur Spielerstatistik: Sp oder GP = absolvierte Spiele; T oder G = erzielte Tore; V oder A = erzielte Assists; Pkt oder Pts = erzielte Scorerpunkte; SM oder PIM = erhaltene Strafminuten; +/− = Plus/Minus-Bilanz; PP = erzielte Überzahltore; SH = erzielte Unterzahltore; GW = erzielte Siegtore; 1 Play-downs/Relegation; Kursiv: Statistik nicht vollständig)